# Grand Canyon (1991)
Grand Canyon is een Amerikaanse misdaadfilm uit 1991 onder regie van Lawrence Kasdan. Hij won met deze film de Gouden Beer op het filmfestival van Berlijn.

## Verhaal
Simon en Mack ontmoeten elkaar per ongeluk in een wereld die volledig over zijn toeren is. Een enkele goede daad heeft meteen invloed op de andere. Daardoor ontstaat een kettingreactie die het leven van de mensen rondom hen verandert. Ze trachten hun leven weer onder controle te krijgen door een reisje naar de Grand Canyon.

## Rolverdeling
| Acteur             | Personage |
| ------------------ | --------- |
| Kevin Kline        | Mack      |
| Danny Glover       | Simon     |
| Steve Martin       | Davis     |
| Mary McDonnell     | Claire    |
| Mary-Louise Parker | Dee       |
| Alfre Woodard      | Jane      |
| Patrick Malone     | Otis      |
| Sarah Trigger      | Vanessa   |
| Tina Lifford       | Deborah   |